# Marianne Thieme
Marianne Louise Thieme (Ede, 6 de març de 1972) és una política neerlandesa, líder del Partit pels Animals i escriptora sobre drets dels animals.

## Vida

### Vida abans de la política
Marianne Thieme va estudiar al Duno College a Doorwerth. Després va estudiar des de 1991 a 1992 a La Sorbona a París, França. A partir de 1992 va estudiar Dret alemany a l'Erasmus University Rotterdam, especialitzant-se en dret administratiu. En aquest temps es va fer vegetariana. El seu interès en els drets dels animals la va motivar a estudiar dret. Es va graduar el 1997.
De 1998 a 2001 Marianne Thieme va treballar a l'agència d'investigació B&A Group a La Haia. Entre 2001 i 2004 va ser l'oficial de política a Bont voor Dieren (Pell per Animals, una fundació neerlandesa benestarista anti-pell). Fins a novembre de 2006 va ser la directora general de Stichting Wakker Dier (una fundació neerlandesa benestarista contra l'agricultura industrial).

### Vida política
En octubre de 2002, ella i altres proteccionistes dels animals varen fundar el Partit pels Animals (Partij voor de Dieren). Durant les Eleccions legislatives neerlandeses de 2006 el partit va guanyar 50.000 vots (0,5%), però no un seient a la Tweede Kamer der Staten-Generaal (Cambra baixa del Parlament dels Països Baixos).
Al febrer de 2004 va ser nominada a convertir-se en la lijsttrekker (líder del partit) per les Eleccions al Parlament Europeu de 2004. Aquest cop el partit va guanyar 153.000 vots (3,2%), tres vegades més que en 2004. El nombre de vots no va ser suficient per a obtenir un seient al Parlament Europeu.
Durant les Eleccions legislatives neerlandeses de 2006 el Partit pels Animals va guanyar 179.988 vots (1,8%), suficient per a dos seients al parlament neerlandès. El partit es va convertir en el primer partit mundial en guanyar un seient parlamentari tenint una agenda centrada primordialment en els drets dels animals.
Es va convertir en una adventista del Setè Dia en 2006 "perquè és una església amb compassió i cura pel nostre planeta".

## Publicacions
- En maig de 2004 es va publicar el seu llibre De eeuw van het dier (El segle de l'animal). En aquest llibre el punt central són els drets dels animals. Una línia es dibuixa des de la fi de l'esclavitud, passant per l'alliberació de la dona, fins als drets dels animals.
- Meat the Truth